# 土地改良工事
土地改良工事（とちかいりょうこうじ、土地改良事業等請負工事）は、農林水産省が行う農業農村整備事業の土地改良事業等で実施する工事が一般に土地改良工事等と称している。その工種は、農業用水用かんがい施設（ダム，頭首工），揚水機場/排水機場，開水路，管水路，畑地かんがい施設，ほ場整備や関連の造成工事など多岐にわたる。

## 工種区分と工種内容
農林水産省土地改良工事積算基準では、以下の工種区分がある。
- ほ場整備工事 - 農地の区画整理（道路、用排水路施設を併せて行うもの及び暗渠排水工事、客土工事を単独で行うものを含む）工事
- 農用地造成工事 - 農用地造成（道路用排水施設を併せて行うものを含む）工事
- 農道工事 - 農業用道路の新設・改修工事（舗装工事を含む）
- 水路トンネル工事 - 新設・改修及びこれに附帯する構造物工事。なお、シールド工法又は作業員が内部で作業する推進工法による工事及びこれに類する工事を含む
- 水路工事 - 用水路及び用排水兼用水路の新設・改修工事｛サイホン工事、排水路の三面張水路及び既製品水路（既製品の大型フリューム等）を含む｝でこれと同時に施工される附帯構造物工事
- 河川及び排水路工事 - 普通河川の改修及びこれに準ずる排水路の工事で掘削、築堤、護岸、根固め及びこれらに類するものを行う工事
- 管水路工事 - 既製管及びこれに類する既製品（既製品のボックスカルバート等）を用いる水路工事。ただし、畑かん施設工事並びに推進工法（作業員が内部で作業する推進工法）及びこれに類する工事は除く
- 畑かん施設工事 - 樹皮状・管網方式及びこれに類するパイプライン施設のパイプラインの布設及び附帯構造物工事
- 干拓工事 - ポンプ浚渫船、グラブ浚渫船、バケット船等を用いて行う干拓工事及び埋立工事（陸地の用土を用いて行う干拓及び埋立工事は対象としない）
- 海岸工事 - 農水事業関連の海岸を整備する海岸工事であって、堤防工、突堤工、離岸堤工、消波根固工、海岸擁壁工、護岸工、樋門（管）工、河口浚渫、水（閘）門工、養浜工、堤防地盤処理工及びこれらに類する工事。河川高潮対策区間の河川工事であって築堤工、掘削工、浚渫工、護岸工、特殊堤工、根固工、水制工、水路工、河床高水敷整正工、堤防地盤処理工、河川構造物グラウト工、樋門（管）工、水（閘）門工、光ケーブル配管工、護岸工等の補修及びこれらに類する工事
- コンクリート補修工事 - 農水事業関連施設等のコンクリートの補修工事であって、表面保護工法、ひび割れ補修工法、断面修復工法、目地補修工法及びこれらに類する工事。ただし、管水路内工事を除く
- その他土木工事（1） - コンクリート構造物を主体とする工事であって、次に掲げる工事。橋梁（上部・下部）、樋門（管）、頭首工、用排水機場（下部・基礎）、水路橋（上部・下部）、貯水槽及びこれらに類する工事
- その他土木工事（2） - 他のいずれにも該当しない工事で、次に類するものを行う工事。沈砂池、地すべり防止工、ダム等の補修、工事用ボーリング・グラウト、ため池フィルダム工事 フィルタイプで本体を主体とする工事。コンクリートダム工事 コンクリートダム本体を主体とする工事（砂防堰堤は対象としない）